# Letland op de Olympische Zomerspelen 2008
Letland nam deel aan de Olympische Zomerspelen 2008 in Peking, China. Letland debuteerde op de Zomerspelen in 1924 en deed in 2008 voor de negende keer mee. Voor de tweede keer in de geschiedenis werd een gouden medaille gewonnen.

## Medailleoverzicht
| Sport         | Olympiër           | Discipline      | Medaille |
| ------------- | ------------------ | --------------- | -------- |
| Wielrennen    | Māris Štrombergs   | BMX (m)         | Goud     |
| Atletiek      | Ainars Kovals      | speerwerpen (m) | Zilver   |
| Gewichtheffen | Viktors Scerbahihs | +105kg (m)      | Brons    |

## Deelnemers en resultaten

### Atletiek
| Olympiër             | Discipline             | Resultaat | Prestatie                                                    |
| -------------------- | ---------------------- | --------- | ------------------------------------------------------------ |
| Ronalds Arājs        | 200m (m)               | 48e       | serie 6: 5de in 21,22                                        |
| Dmitrijs Miļkevičs   | 800m (m)               | 30e       | serie 5: 4de in 1.47,12                                      |
| Valērijs Žolnerovičs | 3000m steeplechase (m) | 32e       | serie 1: 10de in 8.37,65                                     |
| Staņislavs Olijars   | 110m horden (m)        | DNS       | serie 5: niet gestart                                        |
| Ingus Janevics       | 20km snelwandelen (m)  | DNS       | niet gestart                                                 |
| Ingus Janevics       | 50km snelwandelen (m)  | 42e       | 4:12.45                                                      |
| Igors Kazakēvičs     | 50km snelwandelen (m)  | 16e       | 3:52.38                                                      |
| Māris Urtāns         | kogelstoten (m)        | 25e       | kwalificatie groep A: 13de met 19,57m                        |
| Ainārs Kovals        | speerwerpen (m)        | Zilver    | kwalificatie groep A: 2de met 80,15m finale: 2de met 86,64m  |
| Ēriks Rags           | speerwerpen (m)        | 13e       | kwalificatie groep A: 7de met 79,33m                         |
| Vadims Vasiļevskis   | speerwerpen (m)        | 9e        | kwalificatie groep B: 1ste met 83,51m finale: 9de met 81,32m |
| Igors Sokolovs       | kogelslingeren (m)     | 19e       | kwalificatie groep A: 9de met 73,72m                         |
| Jānis Karlivāns      | tienkamp (m)           | DNF       | niet gefinisht                                               |
|                      |                        |           |                                                              |
| Ieva Zunda           | 400m horden (v)        | 21e       | serie 1: 5de in 57,43                                        |
| Inna Poluškina       | 3000m steeplechase (v) | 45e       | serie 3: 13de in 10.18,60                                    |
| Jolanta Dukure       | 20km snelwandelen (v)  | 41e       | 1:41.03                                                      |
| Sinta Ozoliņa        | speerwerpen (v)        | 10e       | kwalificatie groep A: 6de met 60,13m finale: 10de met 53,38m |
| Aiga Grabuste        | zevenkamp (v)          | 19e       | 6050 punten                                                  |

### Basketbal
| Olympiër | Discipline | Resultaat | Prestatie |
| --- | ---------- | --------- | --- |
| Elīna Babkina Gunta Baško Aija Brumermane Zane Eglīte Anda Eibele Liene Jansone Anete Jēkabsone-Žogota Dita Krūmberga Ieva Kubliņa Aija Putniņa Zane Tamane Ieva Tāre | vrouwen    | 9e        | groep A: 5de V van Rusland: 57-62 V van Wit-Rusland: 57-79 W van Brazilië: 79-78 V van Australië: 73-96 V van Zuid-Korea: 68-72 |

| Groep A |             |             |             |             |        |        |        |        |
| #       | Land        | Wedstrijden | Wedstrijden | Wedstrijden | Punten | Punten | Punten | Punten |
| #       | Land        | G           | W           | V           | V      | T      | Saldo  | Punten |
| 1       | Australië   | 5           | 5           | 0           | 424    | 319    | +105   | 10     |
| 2       | Rusland     | 5           | 4           | 1           | 339    | 333    | +6     | 9      |
| 3       | Wit-Rusland | 5           | 2           | 3           | 324    | 332    | -8     | 7      |
| 4       | Zuid-Korea  | 5           | 2           | 3           | 327    | 360    | -33    | 7      |
| 5       | Letland     | 5           | 1           | 4           | 334    | 387    | -53    | 6      |
| 6       | Brazilië    | 5           | 1           | 4           | 337    | 354    | -17    | 6      |

| Ronde       | Datum  | Plaats     | Land  | Score       | Land |
| ----------- | ------ | ---------- | ----- | ----------- | ---- |
| Groepsfase  |        |            |       |             |      |
| 9 augustus  | Peking | Letland    | 57-62 | Rusland     |      |
| 11 augustus | Peking | Letland    | 57-79 | Wit-Rusland |      |
| 13 augustus | Peking | Brazilië   | 78-79 | Letland     |      |
| 15 augustus | Peking | Letland    | 73-96 | Australië   |      |
| 17 augustus | Peking | Zuid-Korea | 72-68 | Letland     |      |

### Gewichtheffen
| Olympiër           | Discipline | Resultaat | Prestatie                                                  |
| ------------------ | ---------- | --------- | ---------------------------------------------------------- |
| Viktors Ščerbatihs | +105kg (m) | Brons     | trekken: 3de met 206kg stoten: 3de met 242kg totaal: 448kg |

### Judo
| Olympiër            | Discipline | Resultaat | Prestatie                               |
| ------------------- | ---------- | --------- | --------------------------------------- |
| Vsevolods Zeļonijs  | -73kg (m)  | 21e       | 1ste ronde: V van POL Wiłkomirski: yuko |
| Jevgeņijs Borodavko | -90kg (m)  | 21e       | 1ste ronde: V van ITA Meloni: waza-ari  |

### Kanovaren
| Olympiër                       | Discipline    | Resultaat | Prestatie                                                                       |
| ------------------------------ | ------------- | --------- | ------------------------------------------------------------------------------- |
| Miķelis Ežmalis                | C-1 500m (m)  | 16e       | serie 3: 6de in 1.54,890 halve finale 2: 6de in 1.56,907                        |
| Miķelis Ežmalis                | C-1 1000m (m) | 19e       | serie 1: 4de in 4.13,777 halve finale 1: 9de in 4.16,820                        |
| Krists Straume Kristaps Zaļupe | K-2 500m (m)  | 10e       | serie 1: 4de in 1.31,020 halve finale: 4de in 1.32,649                          |
| Krists Straume Kristaps Zaļupe | K-2 1000m (m) | 7e        | serie 2: 5de in 3.23,198 halve finale: 1ste in 3.23,408 finale: 7de in 3.19,387 |

### Moderne vijfkamp
| Olympiër          | Discipline | Resultaat | Prestatie   |
| ----------------- | ---------- | --------- | ----------- |
| Deniss Čerkovskis | mannen     | 11e       | 5352 punten |
|                   |            |           |             |
| Jeļena Rubļevska  | vrouwen    | 23e       | 5268 punten |

### Schietsport
| Olympiër          | Discipline              | Resultaat | Prestatie                                   |
| ----------------- | ----------------------- | --------- | ------------------------------------------- |
| Afanasijs Kuzmins | 25m snelvuurpistool (m) | 17e       | kwalificatie: 13de met 565 punten (277-288) |

### Tennis
| Olympiër       | Discipline    | Resultaat | Prestatie                                 |
| -------------- | ------------- | --------- | ----------------------------------------- |
| Ernests Gulbis | enkelspel (m) | 33e       | 1ste ronde: V van RUS Davydenko: 4-6, 2-6 |

### Volleybal
| Olympiër                             | Discipline | Resultaat | Prestatie |
| ------------------------------------ | ---------- | --------- | --- |
| Mārtiņš Pļaviņš Aleksandrs Samoilovs | beach (m)  | 9e        | groep B: 1ste W van SUI Heuscher/Heyer: 2-1 (21-17, 21-23, 15-13) V van ARG Baracetti/Conde: 0-2 (21-23, 19-21) W van USA Dalhausser/Rogers: 2-0 (21-19, 21-18) 2de ronde: V van AUT Gosch/Horst: 0-2 (17-21, 18-21) |

### Wielersport
| Olympiër            | Discipline       | Resultaat | Prestatie |
| BMX                 | BMX              | BMX       | BMX |
| ------------------- | ---------------- | --------- | --- |
| Ivo Lakučs          | BMX (m)          | 32e       | plaatsingsronde: 16de in 36,509 kwartfinale 1: 8ste met 21 punten                                                        |
| Artūrs Matisons     | BMX (m)          | 15e       | plaatsingsronde: 4de in 36,072 kwartfinale 2: 2de met 6 punten halve finale 1: 7de met 22 punten                         |
| Māris Štrombergs    | BMX (m)          | Goud      | plaatsingsronde: 2de in 35,910 kwartfinale 3: 1ste met 7 punten halve finale 2: 1ste met 3 punten finale: 1ste in 36,190 |
| Weg                 |                  |           | |
| Raivis Belohvoščiks | tijdrit (m)      | 36e       | 1:08.54 |
| Raivis Belohvoščiks | wegwedstrijd (m) | DNF       | niet gefinisht |
| Gatis Smukulis      | wegwedstrijd (m) | 68e       | 6:36.48 |

### Zwemmen
| Olympiër            | Discipline           | Resultaat | Prestatie                    |
| ------------------- | -------------------- | --------- | ---------------------------- |
| Romāns Miloslavskis | 100m vrije slag (m)  | 46e       | serie 3: 2de in 50,40        |
| Romāns Miloslavskis | 200m vrije slag (m)  | 25e       | serie 7: 6de in 1.48,41 (NR) |
| Andrejs Dūda        | 100m vlinderslag (m) | 59e       | serie 1: 1ste in 55,20       |
| Andrejs Dūda        | 200m wisselslag (m)  | 38e       | serie 1: 3de in 2.04,18      |

Afghanistan · Albanië · Algerije · Amerikaanse Maagdeneilanden · Amerikaans-Samoa · Andorra · Angola · Antigua en Barbuda · Argentinië · Armenië · Aruba · Australië · Azerbeidzjan · Bahama's · Bahrein · Bangladesh · Barbados · België · Belize · Benin · Bermuda · Bhutan · Bolivia · Bosnië en Herzegovina · Botswana · Brazilië · Britse Maagdeneilanden · Bulgarije · Burkina Faso · Burundi · Cambodja · Canada · Centraal-Afrikaanse Republiek · Chili · China · Chinees Taipei · Colombia · Comoren · Congo-Brazzaville · Congo-Kinshasa · Cookeilanden · Costa Rica · Cuba · Cyprus · Denemarken · Djibouti · Dominica · Dominicaanse Republiek · Duitsland · Ecuador · Egypte · El Salvador · Equatoriaal-Guinea · Eritrea · Estland · Ethiopië · Fiji · Filipijnen · Finland · Frankrijk · Gabon · Gambia · Georgië · Ghana · Grenada · Griekenland · Groot-Brittannië · Guam · Guatemala · Guinee · Guinee‑Bissau · Guyana · Haïti · Honduras · Hongarije · Hongkong · Ierland · IJsland · India · Indonesië · Irak · Iran · Israël · Italië · Ivoorkust · Jamaica · Japan · Jemen · Jordanië · Kaaimaneilanden · Kaapverdië · Kameroen · Kazachstan · Kenia · Kirgizië · Kiribati · Koeweit · Kroatië · Laos · Lesotho · Letland · Libanon · Liberia · Libië · Liechtenstein · Litouwen · Luxemburg · Macedonië · Madagaskar · Malawi · Malediven · Maleisië · Mali · Malta · Marshalleilanden · Marokko · Mauritanië · Mauritius · Mexico · Micronesië · Moldavië · Monaco · Mongolië · Montenegro · Mozambique · Myanmar · Namibië · Nauru · Nederland · Nederlandse Antillen · Nepal · Nicaragua · Nieuw-Zeeland · Niger · Nigeria · Noord-Korea · Noorwegen · Oeganda · Oekraïne · Oezbekistan · Oman · Oostenrijk · Oost‑Timor · Pakistan · Palau · Palestina · Panama · Papoea-Nieuw-Guinea · Paraguay · Peru · Polen · Portugal · Puerto Rico · Qatar · Roemenië · Rusland · Rwanda · Saint Kitts en Nevis · Saint Lucia · Saint Vincent en Grenadines · Salomonseilanden · Samoa · San Marino · Sao Tomé en Principe · Saoedi-Arabië · Senegal · Servië · Seychellen · Sierra Leone · Singapore · Slovenië · Slowakije · Soedan · Somalië · Spanje · Sri Lanka · Suriname · Swaziland · Syrië · Tadzjikistan · Tanzania · Thailand · Togo · Tonga · Trinidad en Tobago · Tsjaad · Tsjechië · Tunesië · Turkije · Turkmenistan · Tuvalu · Uruguay · Vanuatu · Venezuela · Verenigde Arabische Emiraten · Verenigde Staten · Vietnam · Wit-Rusland · Zambia · Zimbabwe · Zuid-Afrika · Zuid-Korea · Zweden · Zwitserland
Uitgesloten van deelname: Brunei